# Artibeus planirostris
Artibeus planirostris is een zoogdier uit de familie van de bladneusvleermuizen van de Nieuwe Wereld (Phyllostomidae). De wetenschappelijke naam van de soort werd voor het eerst geldig gepubliceerd door Spix in 1823.

## Voorkomen
De soort komt voor in Argentinië, Bolivia, Brazilië, Colombia, Ecuador, Frans-Guyana, Guyana, Paraguay, Peru, Venezuela en Suriname.